# 張明澄
張 明澄（ちょう めいちょう、日本名：小島聖一）は台湾の医師、五術家。漢学、経済学、中国医学の研究家であり、雲門禅、東派仙道、南華密教、明澄派の継承者でもある。特に「熱寒」分類による中国医学と、「五術」を日本に伝えたことで知られる。五術家としての名は張耀文と称する。

## 家系と生涯
1934年3月20日、日本統治下の台湾台中州に生まれる。張家は明の宰相張居正の子孫と自称しており、張居正が書き残したとされる『経世済民書』という文書を伝承する。その教えに従い、一家は台湾人初の東京帝国大学卒業生を産むなど高学歴であり、医者や官僚、政治家などを輩出する。また父・張木は、彰化県員林に医院を開業する西洋医学の医師だったが、母方の祖父は台湾で著名な漢方医で五術家の王文澤であり、張明澄も幼少時から家学としての漢学、中国医学、五術を父から仕込まれ、特に『傷寒論』『唐詩三百首』『滴天髄』などは丸暗記させられ、できないと鞭で打たれたという。その反発からか医者の道には進まず、中興大学で農業経済学を学ぶ。学生時代は卓球の選手として知られ、台湾第3位の実績を持つ。卒業後、徴兵により2年間金門島の弾雨の中で過ごし、帰還後は高校（台湾では高級中学）教師となる。
1964年、農業経済学の知識と日本語コンクールで優勝するなどの日本語能力を買われ、日本の経済産業省に当たる中華民国行政院経済部荐任官に採用され専ら日本との通商交渉に当たる。このころ度々来日して、中国医学の指導の他、明澄五術の紹介も行う。
1967年、『誤訳・愚訳 漢文の読めない漢学者たち』を日本で出版するなど、盛んに執筆活動を行う。また、張耀文の名で『奇門遁甲天書／地書 評註』などを発表し、台湾で一大奇門遁甲ブームを巻き起こしたのもこの前後である。
1968年、請われて逢甲工商学院講師に転じ、1970年から大同工学院副教授となる。
1972年、笹川良一の関わる松山市の健康団体での気功・中国医学指導のため妻子ともども日本に移住する。さらに1977年には家族揃って日本に帰化し、戸籍名を小島聖一と改める。
1988年、船橋市に居住し、中国医学交際交流学会代表として、主に東京都内で中国医学講座を開き医師や薬剤師らの指導に当たる。
1994年、南華密教学の講座を開講、明澄五術の講座も開講する。この頃から自分の学問体系を、漢学、経済学、中国医学、南華密教学、人生成型理学（明澄五術）の五部門に分類し「員林学」と名づける。出身地の台湾員林と、儒林、杏林、竹林など、学問分野に「林」をつけて呼ぶ習慣とを掛け合わせたものという。
2004年11月1日死去。

## 漢学
『誤訳・愚訳 漢文の読めない漢学者たち！』で、『唐詩選』をはじめとする唐詩の誤訳や原文の間違い、意境の至らなさなどを痛烈に批判した。同書の目次を一部列挙すると、下記のとおり非常に挑戦的である。
- 漢詩の韻も知らない○○の訳者
- 鬼女を美女と訳す漢学者たち
- 文法を知らないからこんな訳になる
- 奇妙きてれつな地上最低の○○訳
- 漢詩の区切りも知らない訳者たち
- ○○訳にかかると名詩も大掃除の詩になる
- 正訳と誤訳のまじった○○唐詩選

特に批判の対象となったのは、吉川幸次郎の「新唐詩選」や、前野直彬の『唐詩選』など、岩波書店から出版された漢詩の翻訳であり、張は激しい調子で王翰の「涼州詩」などに対する吉川らの解釈を否定した。
発表当初は中国文学界からは黙殺されたが、後になって漢詩解釈の専門家である松浦友久が張の説を取り上げ、吉川の解釈と比較して検証をしている。松浦の検証によれば、王翰の「涼州詩」に対しては吉川の解釈も張の解釈もいずれも歴史的に見て正しく、解釈として成立するものだという。
さらに『間違いだらけの漢文』（1971年久保書店）では、唐詩の他に、『周易』の解釈や、『紅楼夢』など白話文の誤訳についても言及している。特に『周易』については、『周易の真実』（1998年）で、当時の漢字つまり甲骨文や金石文で使われている漢字の意味で解釈するべきであるとし、その順序も坤卦から始まり乾卦で終わるように改めるべきと主張する。これについては、漢学者からの反応は全く見られない。
また、『魏志』「倭人伝」を正しく読めば、邪馬台国の位置は出水平野にあったと自説を展開するが、これについても『誤読だらけの邪馬台国』（1992年久保書店）には反響が乏しく、これといった賛同も反論もない。

## 経済学
経済学に関する著書は出版されていないが、農業経済学部出身の上に台湾政府の経済部の官僚として対日交渉の現場にいたことから、経済の実態に関する知識が豊富である。例えば、当時の日本は台湾を援助していたが、対日交渉の切札は、台湾側から援助を断ると脅すことであり、もともとODAなどの対外援助は、相手国のためにあるわけではなく、援助する側の利益のためにある、という視点を持っていた{要出典|date=2022年2月}。実際、日韓基本条約も日中国交回復も、賠償の代わりに援助を行うというものであり、日本は常に対外援助によって経済を発展させてきたという。つまりいまだブランド力の低い日本製品を売り込むには通常の競争では負けてしまうため、対外援助の名を借りて税金で自国の企業を補助したものという。また援助にはキックバックや利益を得る企業からの献金やリベートなどもあり、一部の政治家には命綱となっている。この方式を台湾や中国も模倣して対外援助を行っているという。
台湾で農業経済学というと京都帝国大学で農業経済学を学んだ李登輝がよく知られるが、張明澄の一族は政治的立場も李登輝に近かったという。
また、家伝の『経世済民書』のうち「済民」の部分は、ホテル、飲食、風俗営業、マスコミ、教育など、民間における企業経営について論じたもので、張明澄の経済学における専門分野が、サービス商品特にホテルサービスであったことと関連があるものと見られる。

## 中国医学
張明澄によれば、中国医学において「情報」の整理は「解釈」には頼らず、ひたすら「分類」によって整理され、バラバラの断片的な「情報」から共通の「法則」を探し出すことに成功してきた。そして、その「分類」の方法は「陰陽的分類」、つまり相反傾向を設定した「分類」から始まったという。そして、中国医学の「分類」のなかでも、最も基本的な「陰陽思想」に基づくものが「熱寒」という概念であり、薬物をその効果によって、「温熱薬」と「寒涼薬」に二分類する。これを概念的に、つまり西洋医学的な「解釈」を加えて整理すると、「温熱薬」とは交感神経を興奮させる薬物であり「寒涼薬」とは副交感神経を興奮させる薬物である、と分かりやすく定義づけできる。
病気の「分類」に関する定義は、薬物の「分類」に対する定義をそのまま利用し「熱証」と「寒証」として設定される。「熱証」とは寒涼薬適用症状であり、「寒証」とは温熱薬適用症状である。つまり、診断によって「熱証」か「寒証」か決まったら、「熱証」には「寒涼薬」、「寒証」には「温熱薬」を、投与すれば良いことになる。
次に大切な「分類」が「補瀉」であり、「補薬」とは、体力増強、排瀉抑制、補血、強心、などの作用がある薬物、「瀉薬」とは、体力消耗、排瀉促進、破血、害心、などの作用がある薬物とされる。薬物の「補瀉」に対応するのが、病気の「実虚」という「分類」であり、「実証」とは「瀉薬」適応症状、「虚証」とは「補薬」適応症状ということになる。つまり、診断によって「熱証」か「寒証」か決まったら、「実証」には「瀉薬」、「虚証」には「補薬」を投与すれば良いことになる。
「熱寒」と「実虚」という概念は、中国医学における最も重要な基礎知識であり、特に「熱寒」が分からなければ、中国医学で治療を行うことは全くできないとされる。ところが、日本の「漢方」では、「実虚」という概念はあるものの、「熱寒」という概念はなく、中国医学の立場から見たら、まるで無原則に薬物を投与しているかのように見えるという。
もうひとつ重要な分類に「表裏」というものがあり、「表裏」「熱寒」「実虚」の組み合わせで、「表熱実証」から「裏寒虚証」まで八タイプの分類ができ、これを「八綱」という。「八綱」の構造は「易」の「八卦」の構造と全く同様であることから、中国医学の分類方法は「易卦理論」に依拠するものとされる。
最古の中国医学書である『傷寒論』は「八綱理論」に基づく医学であり、「熱寒」が分からなければ使い物にならないといい、日本における『傷寒論』理解は、漢文の読み方の上でも間違いが多いという。
「表裏」「熱寒」「実虚」は、さらに「三焦」「四要」「六淫」「四傷」などに細分類され、「五行理論」や「十二経絡」など「陰陽」以外の分類法も加えると、非常に大きな体系を形成する。特に、張錫純 (1860年-1933年) の『子平方剤直訣』は、1200の証分類を実現した中国医学の最高レベルとする。

## 南華密教学
『密教秘伝「西遊記」』(1994年東明社)では「南華密教」の要旨が公開されている。
中国において密教は、唐朝末期から清朝末期までの間、千年以上も弾圧されつづけ、寺を焼かれて僧が殺される迫害は、何度となくくり返された。法に触れずに学ぶことができるようになったのは辛亥革命後のことである。
そこで中国南部揚子江南岸地方の密教信者たちは、表立って寺院などを持たず、在家居士として秘かに密教を奉じ、法灯を守り続けた。中国南部つまり南華地方の密教なのでこれを「南華密教」と呼ぶ。
『西遊記』とはそのような密教信者らが「南華密教」の秘儀を比喩や暗喩の形でまとめ、密かに怪奇小説の中に閉じ込めたものである。
「南華密教」の内容は、「経典」「功夫」「実学」「秘術」の四部門からなり、『西遊記』にはこれらの四部門がすべて網羅されているから、比喩や暗喩の意味さえ解れば、そのまま教科書として使うことができ、面白く読んでいるだけで「南華密教」の真髄を知ることができるという。
例えば、登場人物のうち、
「玄奘法師」は「三蔵」で「経典研究者」、「孫悟空」は「悟空」で「功法実践者」、「猪八戒」は「悟能」で「戒律守持者」、「沙和尚」は「悟浄」で「寺院経営者」という風に、それぞれの立場で進むべき仏の道を指し示す
。
あるいは物語の主役が「三蔵」ではなくて「悟空」なのは、「悟り」への近道は「功法」の実践にこそあり、「経典」を読むことではないということを表している。
そして、修行の妨げになることや人生の陥穽は、〈妖魔〉と表現され、禄位への渇望を「黄袍怪」、金銭的誘惑を「金角・銀角」などと譬え（たとえ）、「悟空」の手に負えない妖怪に対しては様々な神や仏を登場させて解決し、現実の欲望などへの対処法を教えている。
「南華密教」の秘伝は、現代科学の目で見ても合理的であり、非常に効率の良い修行方法を取っていることを特長とする。もう一つ大切な点として、「南華密教」は在家居士らによって伝えられた教えだけに、もっぱら個人を基盤としており、多くの宗教のように、教義や教団のために信者が犠牲になるような考え方を取らないという。「南華密教」の「功夫」は、カギュ派などチベット密教の影響が色濃いが、個を尊重する立場から、チベット仏教の政教一致にはむしろ批判的である。

## 五術
五術とは、あらゆる情報に「易卦」や「干支」という記号をつけて類型化する「記号類型学」による、「人生」の構成要素、つまり「運命」を見る方法の総称。「命」「卜」「相」「医」「山」という五分野に分かれていることから「五術」と呼ばれる。張が日本に「五術」を伝えたのは、1965年ごろのことで、それまで日本には「五術」という概念が全く存在しなかった。
- 「命」は「命理」とも呼ばれ、生年月日時の「易卦」や「干支」を基にして盤や課式をつくり、「五行論」に基づく法則によって個人の体質や才能を測り、「貴賎」「寿夭」「吉凶」「富貧」「成敗」の「五訣」を判定できる。「子平（八字）」（日本では四柱推命とも呼ばれる）や「紫薇斗数」などがよく知られる。
- 「卜」には「占卜」「選卜」「測局」があり、「占卜」は「易卦」や「干支」をもとにして盤や課式をつくり、「五行論」に基づく法則によって、物事の「吉凶」や「成否」「象意」「応期」などを判断するもので、「易（周易、京房易、梅花心易、断易）」や「六壬」などが知られる。また「方位」や「時間」などを選ぶ事を「選卜」と言い、目的の達成を容易にしたり凶事を避けることができるというもので、「奇門遁甲」などが知られる。「測局」は、天下国家人民大衆などの動静を予測するものであり「太乙神数」や「皇極経世」などが知られる。
- 「相」というのは、五官で感知できる情報によって、物事の現在ある状況や影響を判断するもので、例えば「風水」は「地理（地相）」「陽宅（家相）」「陰宅（墓相）」とも言うように、土地の起伏やうねり、建物の外観や間取り、墓の形状などを、「干支」や「易卦」などによって分類された条件で見て、その影響によって「貴賎」「寿夭」「吉凶」「富貧」「成敗」の「五訣」を判定できる。「相」には「風水」の他、「名相」「印相」「人相」がある。
- 「医」については「中国医学」と特に違うところはなく、「干支」や「易卦」を使って「記号類型化」した「中国医学」を「五術」の「医」とする。
- 「山」は食餌法や功法によって体を鍛え、免疫力を向上させるなどして、病気に罹り難い体をつくり、健康と長寿を保つことを目的とする。また、護身の法として武術なども含まれる。「山道」は「仙道」とほぼ同義だが、干支や易卦などによって記号類型化されているのが五術の山である。

「五術」は「記号類型学」ともいうように、統計的な分類作業によって得られた経験則である。従って一人の人間が一生を費やしても、ただ仮説を提示することができるだけであり、集団が世代を重ねて集計し続けた結果として、ようやく何らかの結論が得られるものである。そのような作業を行う集団を「門派」といい、特に明朝には多くの門派が「五術」の技を競い合ったという。「門派」の存在基盤は有力者の庇護の下で権力闘争を請け負った一種の私兵組織と考えるべきである。ところが清朝時代は満州族の支配するところであり、次第に門派の存在基盤は失われ、特に福建省の門派の多くは台湾に活路を見出すようになる。張明澄の「人生成型理学」の基となった「明澄派」とはそのようにして台湾に渡った門派のうちの一派であると考えられる。
張明澄家の言い伝えによれば、「明澄五術」は明朝の万暦帝の時代以後に福建省に生まれ、その初代は梅素香という女性であり、十数巻の家伝書を残したという。張明澄の名付け親は曽祖父にあたる第十代掌門の王文澤であり、張明澄の生誕時にその子平命式を見て十三代掌門とすることを決めたという。なお十一代掌門は王文澤の長男で王興文と名乗ったが早世したため、十二代は王文澤の孫である張木つまり張明澄の父親に託され、公式には空位だという。中国では世代の数え方は厳密であり、張明澄は十代王文澤の曾孫に当たるため十三代となる。また十四代掌門は、張明澄の義兄弟である黄耀徳の長男で、張明澄の最初の弟子でもある黄顕釣が黄文徳の名で引き継ぐ由である。
前述のように、張明澄は1966年の荐任官時代に『奇門遁甲天書評註』『奇門遁甲地書評註』などの奇門遁甲書を張耀文の名で発表するが、具体的な作盤法や使用法が書かれた奇門遁甲書が出版されたのはこの二書が世界初である。その後、二書の成功の影響を受けて、多くの奇門遁甲書が出版されるようになったが、内容についても影響を受けていないものはない。また、これら書籍の出版には、義兄黄耀徳が協力しており、五術家としての名を張耀文と名乗るようになったのも、黄耀徳の一字を取って「耀文」としたものという。

## 六大課
「五術」すなわち「命・卜・相・医・山」という分類は、機能的な分類方法であり、これを方法論的に分類したのが、「六大課」、「三式」「三典」という項目である。
「六大課」とは、「三式」と「三典」を合わせた言い方であり、「五術」のなかでも学問分野と認められたもの、特に「四庫全書」に収められているものを指す。
「三式」とは「太乙神数」「奇門遁甲」「六壬神課」という三つの五術体系のことであり、「太乙神数」を「天式」、「奇門遁甲」を「地式」、「六壬神課」を「人式」といい、「天・地・人」が揃うことから「三式」という。いずれも古くからその名を知られる術数である。
「天式」とは「天時」を得ること、「地式」とは「地利」を得ること、「人式」とは「人和」を得ることであり、特に「風水」において｢三式」が重用され、それぞれ「太乙風水」、「奇門風水」、「六壬風水」という。
「三典」とは「河洛易数」「星平会海」「宿曜演禽」という三つの五術体系のことであり、「河洛易数」を「上典」、「星平会海」を「中典」、「宿曜演禽」を「下典」という。
これら、「三式」と「三典」を合わせた六種の五術体系を「六大課」という。
例えば「太乙神数」は特に「測局」が有名だが、「太乙命理」「太乙占卜」「太乙風水」など「命・卜・相」が揃っており「五術体系」といえる。「奇門遁甲」や「六壬神課」も同様である。ただし、医と山については、必ずしも体系ごとに独自の記号類型化をしないものもある。
「六大課」以外の五術体系はほとんど存在しないが「紫薇斗数」だけは一応「命・卜・相」を揃えているので「宿曜演禽」に代えて「三典」に含める場合もあるが、「紫薇斗数」は「四庫全書」に収められていないため、公式には「典」と認められない。
他に、命の「鉄板神数」、風水の「三元派」「三合派」「玄空派」など、「六大課」以外の方法論がある。
張明澄によれば、「五術」と「六大課」は、もともと同じものを別の角度から分類しなおしただけであり、「六大課」を知らなければ「五術」を知ることはできないという。
明澄派の「五術」は「六大課」全科目を網羅しており、非常に稀有な門派と言える。

## 奇門遁甲
張耀文が1968年に台湾で発表した『奇門遁甲天書評註』『奇門遁甲地書評註』『陽宅遁甲図評註』（いずれも台湾五術書局）などの奇門遁甲書は、世界で初の奇門遁甲解説書であり、それまで奇門遁甲の作盤法や使用方法について、常人に理解できるように書かれた書物は一冊もなかった。
張の奇門遁甲書は、台湾で一大奇門遁甲ブームを巻き起こし、内容を真似たり、改変した書物、海賊版などが次々に出版され、やがて、香港、日本、大陸他でも同様の現象が起きている。
現在、日本を含む世界中で行われている奇門遁甲のほとんどは、この奇門遁甲書をベースにしたものか、又はアレンジしたものと考えられ、少なくとも影響を受けていないものは皆無と言って良い。日本において、張耀文の奇門遁甲を特殊、異端などとする向きもあるが、これは本末転倒というべきである。。
張の奇門遁甲に「立向盤」と「坐山盤」というものがあるが、これは、それぞれ「天書派」と「地書派」という、別々の作盤法を使い分けるために区別するものである。張耀文の明澄派のように両方の盤を使い分ける門派は珍しく、台湾に残った奇門遁甲の門派は、ほとんどが「地書派」だという。ただし、そのような門派で名乗りを挙げたものは皆無であり、そのまま消え去りつつある。
奇門遁甲は、非常に古い時代に成立した術数と言われ、太乙神数、六壬神課と合わせて「三式」という。なかでも「奇門遁甲」は「地式」であり「地利」と言う条件に優れているとされる。つまり「風水」の「巒頭」や「動土」に使うと効果がより大きく、身の移動にはそれほど効果的ではないため、「坐山」を重視する「地書派」のほうが主流となる。ただし「天書派」も「地書派」も「立向盤」「坐山盤」という盤の使い分けはないものの、同じ盤で「立向」と「坐山」を使い分けるから、運用上の支障があるわけではない。

## 主な著作
張明澄の名義。
- 『誤訳・愚訳 漢文の読めない漢学者たち！』久保書店、1967年。 NCID BN06685847。
- 『間違いだらけの漢文 : 中国を正しく理解するために』久保書店、1971年。NCID BN10142619。1994年に文庫〈ジアス・ブックス10〉に改版。
- 『中国漢方の歴史 : 漢方・針・灸・養生』久保書店、1974年。NCID BN01319739。「参考文献・中国医学史年表」を収載、261-272頁。
- 『中国医学概論』医学研究社〈医研文庫〉、1975年。NCID BN07727239。
- 「はじめに」『家庭における健康管理 : 食物と薬草の効用』広島：地方職員共済組合広島県支部、1981年。
- 邪馬台国編集部（編）「孫栄健氏の『邪馬台国の全解決』について（第一特集『魏志』は「春秋の筆法」で読めるか 賛否両論の沸騰）」『邪馬台国』第14号、梓書院、1982年12月、132-140頁。
- 『漢方養髪術 : 中国的 ハゲ、シラガに効く極めつけ漢方』婦人画報社、1983年。
- 『中国医学の話 (二十一世紀図書館) 中国四千年の英知に学ぶ正しい漢方の知識と処方』PHP研究所、1984年。
- 『医方集解の世界』東明社、1987年。ISBN 4809500306、NCID BN03281149。
- 『中国漢方医学体系』東明社、1988年。ISBN 4809500357、NCID BN02911842。
- 『髪がイキイキ漢方療法』世界文化社〈漢方と医食双書〉、1990年。全国書誌番号:90052861。
  - 改訂新版 『髪がイキイキ漢方療法 (よく効く漢方の本)』、世界文化社、2000年。ISBN 4-418-00403-3、国立国会図書館書誌ID:112926332。
- 『誤読だらけの邪馬台国 : 中国人が記紀と倭人伝を読めば…』久保書店〈ジアス・ブックス ; 3〉、1992年。ISBN 476591058X。
- 『張明澄、究極の漢方を語る 中国医学と日本漢方』東京 : 東京ヘレン・ケラー協会点字出版局、1994年。全国書誌番号:94067815。点字資料。（原本: 東明社 1992年）。
- 『密教秘伝『西遊記』 : 張明澄,究極の密教を語る』東京 : 東明社、1994年。呉承恩（1500年-1582年）について。
- 『周易の真実』（乾、坤）、張明澄（口述）、中国占術研究所、1998年。

同、共著・編集
- 升水達郎『経絡臓象中国医学臨床の実際 : 傷寒・金匱を成立させた基本論理』香草社、1982年。
- 謝銘仁、安本美典、張明澄「特別対談 魏志倭人伝の読み方、日本人のここが間違っている」『歴史と旅』第11巻第11号（通号140）、秋田書店、1984年8月、50-81頁。コマ番号0028.jp2、doi:10.11501/7947320、国立国会図書館内公開。
- 佐藤六竜『ズバリ効く漢方 (ライフガイド) 体質であなたが選ぶ処方』文研出版〈ライフガイド15〉、1985年。ISBN 4-580-90190-8。
- 野口充『傷寒論の世界』東明社、1987年。ISBN 4809500314、NCID BN02788757。
- 張明澄（編）『五行経絡中国医学薬物事典』エンタプライズ、1990年。

張耀文の名義、共著
- 佐藤六竜『皇極経世新解 : 邵康節の測局占法』香草社、1981年。NCID BA43880770。
- 竹内一景『風水入門 : 日・台の超人が明かす初歩から奥儀まで』久保書店〈ジアス・ブックス14〉、1996年。ISBN 4765910687、NCID BA35447443。

同、監修
- 佐藤文栞『紫薇究明と実践 : 紫薇斗数を自由に使いこなすための秘法』張耀文（監修）、東京 : 香草社、1987年。